# Menelao (hijo de Amintas III)
Menelao (en griego antiguo: Μενέλαος, romanizado: Menelaos) fue hermanastro de Filipo II, rey de la antigua Macedonia. Era hijo de Amintas III y de Gigea, la segunda esposa de Amintas, y tenía dos hermanos, Arquelao y Arrideo. Por temor a los rivales que pretendían el trono, Filipo ejecutó a Arquelao en el 359 a. C., y más tarde mató a Menelao y Arrideo tras un asedio en Olinto en el 348 a. C.